# Cleistes grandiflora
Cleistes grandiflora é uma espécie de orquídea terrestre de folhas alternadas e flores grandes que abrem em sucessão, com raízes tuberosas delicadas, habitante de Trinidad ao norte do Brasil.